# チビトケ県
チビトケ県（チビトケけん、ntara ya Cibitoke）は、ブルンジ北西部にかつて存在した県（州と訳されることもある）。県庁所在地は西部のチビトケ。
ブジュンブラから北西方面へは国道5号線が走る。大地溝帯のキヴ湖とタンガニーカ湖を結ぶルジジ川（ルジジ谷）の東岸に位置し、東部にはニュングウェの森に続く熱帯雨林（キビラ国立公園）がある。

## 隣接する県
北にルワンダ西部州、北東に南部州、東にカヤンザ県、南東にブバンザ県、南西にコンゴ民主共和国南キヴ州と接していた。

## 歴史
1982年9月24日、ブバンザ県から分立した。
2025年7月4日、周辺の県と合併しブジュンブラ県の一部となった。

## 下位行政区画
- Commune of Buganda
- Commune of Bukinanyana
- Commune of Mabayi
- Commune of Mugina
- Commune of Murwi
- Commune of Rugombo